# Хаџи Максо Деспић
Хаџи Максо Деспић је био српски трговац, алтруиста и задужбинар из Сарајева. Једна од најпознатијих задужбина породице Деспића у Сарајеву је Музеј књижевности и позоришне умјетности Босне и Херцеговине.

## Биографија
Због посјете Христовом гробу (два пута) пуно име му је било Хаџи-Максо Деспић, у народу познатији као Бабо. Због угледа свог и своје породице, Деспић је за вријеме турске управе био именован за хазнадара (државног благајника) у Сарајеву. Иако је било уобичајено да мандат траје годину дана, Макси Деспићу је тај мандат продужен послије позитивног извјештаја ревизионе комисије из Цариграда. Као угледан грађанин, у делегацији с митрополитом Савом Косановићем одлазио је у Русију због прикупљања прилога за изградњу нове православне цркве у Сарајеву. Касније је Јефтан Деспић био кључна особа у доприносу прикупљања материјала, уређењу и оснивању Музеја српскоправославне цркве у Сарајеву, 1890. године. 
У монографији о кући Деспића у издању Музеја Сарајева 2009. забиљежено је сљедеће:
„Он је био нека врста институције у старом Сарајеву. Анегдоте о њему препричавале су се дуго послије његове смрти, а нешто је биљежио и сам и објављивао у мјесним новинама у виду „записа старог Сарајлије”. Описао је и своја два путовања на хаџилук којима се, нажалост, траг изгубио. Иначе, у вријеме када се споро и дуго путовало, када је од Сарајева до Брода требало седам конака, Бабо је волио да путује, па је, осим уобичајеног пута по трговачком послу у Беч и Цариград, посјетио и Санкт Петербург. Тамо га је ухапсила полиција, када га је затекла како својим кишобраном премјерава дужину топа чија га је величина задивила.
Лијеп, стасит, увијек пажљиво одјевен, какав се појављивао на улицама Сарајева, он је до краја живота носио фес, што је био грађански обичај у турско вријеме. И када су, по аустроугарској окупацији, сви скинули фес, Бабо није хтио. Говорио је:

## Тестамент
Домаћој историографској јавности је посебну пажњу привукао његов тестамент из 1921. године, шест година прије смрти - који као писани свједок времена говори у прилог Деспићу као грађанину модерних схватања:
Када ми дође суђени дан и оставим овај лаживи свијет, нека моји сродници и пријатељи овако изврше моју посљедњу жељу и вољу, да другачије не буде, него овако по мојој жељи:
1. Имам у моме долафу све што треба за погреб, а то је кошуља и гаће, чарапе, у чему сам се купао у Јордану, и једна боца свете воде са Јордана, да ми умију образ и руке.
2. Један бијели, небојадисан сандук, под главу један јастук напуњен талашом и више ништа, да ме покрију по лицу са једним бијелим покровом донијетим са Јерусалима, теспиљ и икону на прса и онда је све готово. Одмах да се стави капак од сандука и заклопи да ме нико не гледа и од мене прави изложбу.
3. Пред иконе на под простре се серђаза Шпирина и сандук на поду на серђази, више главе на црном табаку један чирак, једна свијећа и кадионица кућна, бакрена, нећу да се узима туђа сребрна.
4. По капку сандук да се покрије, има један велики покров јерусалимски бијели и клинчића (рајсингли) да се припне по капку, да не спада.
5. Сваки пријатељ код куће који дође, нека се само прекрсти и да не сједи поред мене мртва.
6. Пошто будем спремљен, кроз три-четири сахата да ме однесу у цркву и оставе да у цркви преноћим. Два или три сиромаха нека буду у цркви за добру награду.
7. У цркву нека дођу кола црна са два коња треће класе, свештеник само један у црној одежди, петеро дјеце са чирацима у црним одеждама.
8. Један крст дрвени  више главе на гробу да се усади, са натписом „Хаџија Максо Деспић“, без црног шлајера на крсту и без икаквог цвијећа.
9. Код куће увече да нико не долази да сједи и пуши, пије кафу, ђумбусе отвара, смије се и вриштати као да је свадба и весеље – то не чине дивљаци у Африци, што се ради у нас у Сарајеву, када мртвац лежи у кући. У паметног народа ко дође на сажаљење ни кафа се не пије.
10. Посмртнице да се не праве никако, да се јавља свој Европи: Умро је Максо Деспић – то је будаласта мода.
11. У цркви да се подијели родбини у руке има 66 свијећа са Јерусалима, које су биле запаљене на Христову гробу, оном светом ватром која се износи са Христова гроба сваке године на Велику Суботу, у пола дана.
12. Црнину за мном као жалост нико да не носи.
13. Шест фијакера треба да се родбина врати са гробља.
14. Има обичај, да мртваца обриче, бербер га обрије, намаже га пудром, набијели, образе нарумени и губице намаже кармином, обуку му фрак и ципеле од лака, црне пантоле – као да се спремио на бал, сачувај Боже! – То се код Макса догодити неће.
15. На кола цвијеће и вијенци не смију се метати и китити.
16. Четири парастоса у години, по Православљу, учинити и то сва четири на гробу, а код куће не смије бити никакав скуп ни гозба. Кроз мојих 60 година младога живота у Максиној кући је сваке године најмање 100 персона и више сједило, бивала формална позоришта, давале се представе са војничком музиком, како би боље госте своје задовољио. Свему на овоме лажноме свијету има свршетак и крај. Зато Максо у миру да почива у гробу своме. „Накуцо се чаша, напјево пјесама, напио се раја са медних усана, сласти нема којој сам ја прашто, па ако ми гори душа – барем има зашто!“ Максо је провео овај лаживи свијет у сваком весељу и изобиљу 60 година (сада му је 84), путујући обишао пола свијета, науживао се сваке сласти и љепоте – мало да ће ко скончати свој живот тако као Максо. Макси је Бог дао сва блага овога свијета у сретној његовој дјеци и породу, које оставља послије себе, па да и они буду дика и понос на услугу српскоме народу.
17. Послије моје смрти остављам сиротињи, без разлике вјере – оној сиротињи да се подијели, која не проси по сокаку, него онима, који на године сједе код куће немоћни, стари и болесни из куће не излазе.
18. Пелики Петар, цар руски, обуче једном просјачке хаљине, узме штап у руке и просио је осам дана. Када се вратио у двор, донио је ситно 200 рубаља, па рече жени, царици: „Да бијах још осам дана просјак, остао бих посве у просјацима – добро се живи, свијет даје, а бриге никакве!“.
19. Српској сиротињи 1000 (хиљаду) динара – друштву Кола српских сестара.
20. Римокатоличкој сиротињи 500 (пет стотина) динара.
21. Муслиманској сиротињи 500 (пет стотина) динара – друштву Мерхамет.
22. Јеврејској сиротињи 500 (пет стотина) динара – друштву Societad de visitar dollentes.
23. Ово је моја наредба и служи само за мене, а нека буде поука свакоме живоме брату и пријатељу, који буде имао свијести и разума у глави.
24. Человјек јако трава,
25. Дни јего јако цвет-селни тако процватет.

Амин.
Писано у Сарајеву 29. марта 1921. године Господње.